# Jules Koundé
Jules Olivier Koundé (París, 12 de noviembre de 1998) es un futbolista francés que juega de defensa en el F. C. Barcelona de la Primera División de España. Es internacional con la selección de fútbol de Francia.

## Trayectoria

### Inicios en Burdeos

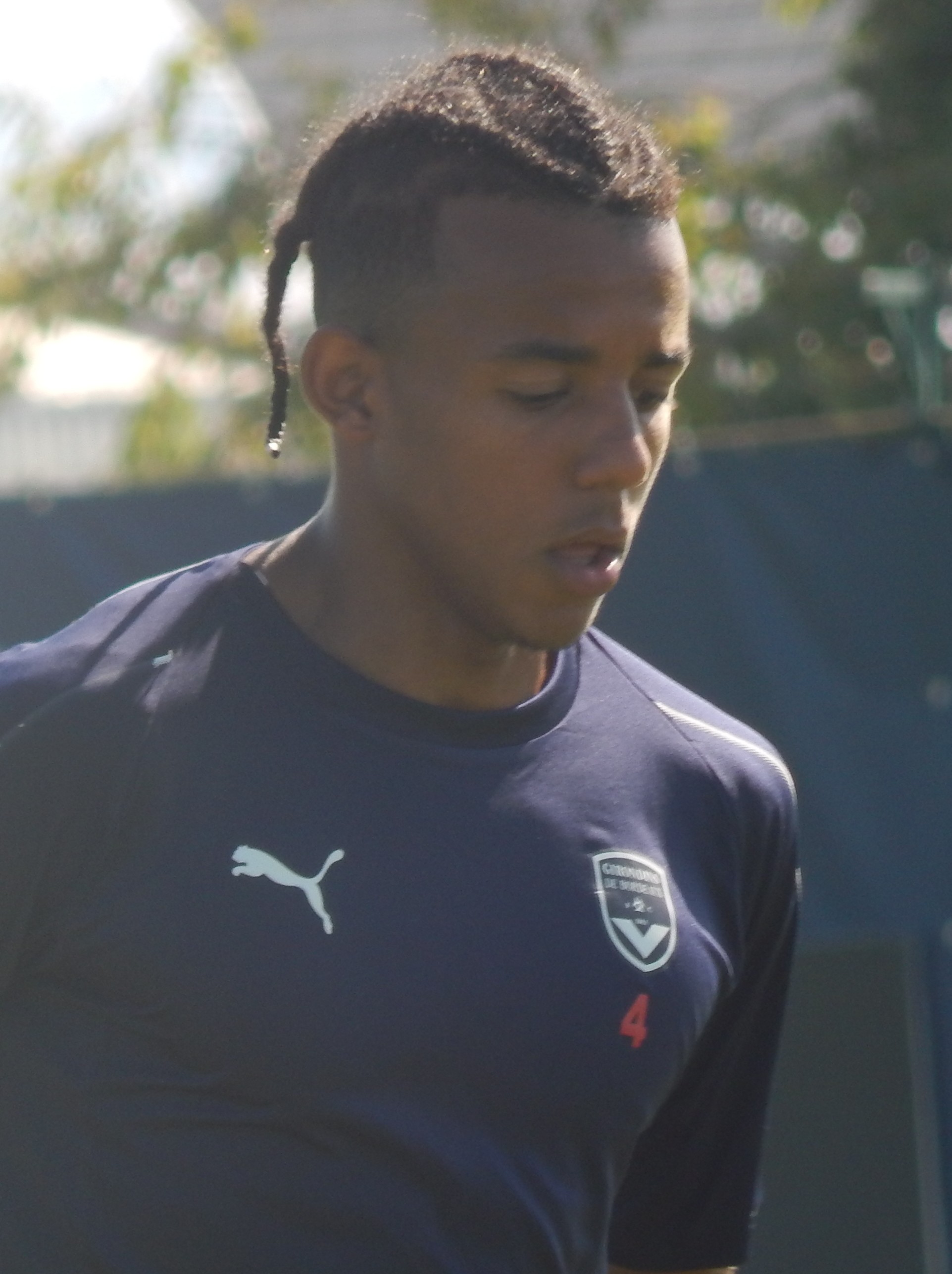
Koundé con el Burdeos en 2018

De ascendencia beninesa, nació en París, aunque desde infantiles estuvo jugando en pequeños clubes de ciudades cercanas a Burdeos, como Landiras o La Brède. Tras pasar posteriormente con 14 años al Girondins de Burdeos y jugar con el segundo equipo, finalmente en 2018 subió al primer equipo.
Hizo su debut el 7 de enero de 2018 en un encuentro de la Copa de Francia contra el Granville que finalizó con un resultado de 2-1 en contra del club de Burdeos tras disputar una prórroga. En su segunda temporada incrementó su número de minutos en el club, llegando a disputar diez partidos de la Liga Europa de la UEFA.

### Etapa en Sevilla
El 3 de julio de 2019 se marchó traspasado al Sevilla F. C. tras firmar un contrato hasta 2024, por 25 millones de euros, convirtiéndose así en el fichaje más caro de la historia del club hispalense. En su primera temporada en el conjunto hispalense consiguió ganar la Liga Europa de la UEFA.

### Barcelona
El 28 de julio de 2022 el F. C. Barcelona anunció un principio de acuerdo con el Sevilla F. C. para su traspaso. Al día siguiente se hizo oficial el fichaje y firmó por cinco años. Para debutar tuvo que esperar un mes debido a los problemas que hubo para poder inscribirlo; lo hizo en la tercera jornada del campeonato liguero ante el Real Valladolid C. F. Conquistaron el título el 14 de mayo, mismo día que anotó su primer gol como azulgrana en el derbi contra el R. C. D. Espanyol.
El 26 de abril de 2025 marcó en la prórroga de la final de la Copa del Rey el tanto de la victoria ante el Real Madrid C. F. que dio el título al F. C. Barcelona. Cuatro meses después, tras tres años en los que había participado en 141 encuentros, renovó su contrato hasta 2030.

## Selección nacional
Tras haber sido internacional con Francia en categorías inferiores, el 2 de junio de 2021 debutó con la selección absoluta en un amistoso ante Gales que los galos vencieron por 3-0. Unos días antes había sido convocado para participar en la Eurocopa 2020.

### Participaciones en Copas del Mundo
| Mundial      | Sede  | Resultado  | Partidos | Goles |
| ------------ | ----- | ---------- | -------- | ----- |
| Mundial 2022 | Catar | Subcampeón | 6        | 0     |

### Participaciones en Eurocopas
| Copa          | Sede     | Resultado        | Partidos | Goles |
| ------------- | -------- | ---------------- | -------- | ----- |
| Eurocopa 2020 | Europa   | Octavos de final | 1        | 0     |
| Eurocopa 2024 | Alemania | Semifinales      | 6        | 0     |

## Estadísticas

### Clubes
Actualizado al último partido disputado el 16 de agosto de 2025.
| Club                                  | Div.          | Temporada     | Liga  | Liga  | Copas nacionales | Copas nacionales | Copas internacionales | Copas internacionales | Total | Total |
| Club                                  | Div.          | Temporada     | Part. | Goles | Part.            | Goles            | Part.                 | Goles                 | Part. | Goles |
| ------------------------------------- | ------------- | ------------- | ----- | ----- | ---------------- | ---------------- | --------------------- | --------------------- | ----- | ----- |
| F. C. Girondins de Burdeos II Francia | 4.ª           | 2015-16       | 8     | 0     | —                | —                | —                     | —                     | 8     | 0     |
| F. C. Girondins de Burdeos II Francia | 5.ª           | 2016-17       | 15    | 1     | —                | —                | —                     | —                     | 15    | 1     |
| F. C. Girondins de Burdeos II Francia | 5.ª           | 2017-18       | 7     | 0     | —                | —                | —                     | —                     | 7     | 0     |
| F. C. Girondins de Burdeos II Francia | Total club    | Total club    | 30    | 1     | 0                | 0                | 0                     | 0                     | 30    | 1     |
| F. C. Girondins de Burdeos Francia    | 1.ª           | 2017-18       | 18    | 2     | 1                | 0                | 0                     | 0                     | 19    | 2     |
| F. C. Girondins de Burdeos Francia    | 1.ª           | 2018-19       | 37    | 0     | 4                | 0                | 10                    | 2                     | 51    | 2     |
| F. C. Girondins de Burdeos Francia    | Total club    | Total club    | 55    | 2     | 5                | 0                | 10                    | 2                     | 70    | 4     |
| Sevilla F. C. · España                | 1.ª           | 2019-20       | 29    | 1     | 2                | 1                | 9                     | 0                     | 40    | 2     |
| Sevilla F. C. · España                | 1.ª           | 2020-21       | 34    | 2     | 7                | 1                | 8                     | 1                     | 49    | 4     |
| Sevilla F. C. · España                | 1.ª           | 2021-22       | 32    | 2     | 3                | 1                | 9                     | 0                     | 44    | 3     |
| Sevilla F. C. · España                | Total club    | Total club    | 95    | 5     | 12               | 3                | 26                    | 1                     | 133   | 9     |
| F. C. Barcelona · España              | 1.ª           | 2022-23       | 29    | 1     | 6                | 0                | 5                     | 0                     | 40    | 1     |
| F. C. Barcelona · España              | 1.ª           | 2023-24       | 35    | 1     | 5                | 1                | 8                     | 0                     | 48    | 2     |
| F. C. Barcelona · España              | 1.ª           | 2024-25       | 32    | 2     | 8                | 2                | 13                    | 0                     | 53    | 4     |
| F. C. Barcelona · España              | 1.ª           | 2025-26       | 1     | 0     | 0                | 0                | 0                     | 0                     | 1     | 0     |
| F. C. Barcelona · España              | Total club    | Total club    | 97    | 4     | 19               | 3                | 26                    | 0                     | 142   | 7     |
| Total carrera                         | Total carrera | Total carrera | 277   | 12    | 36               | 6                | 62                    | 3                     | 375   | 21    |
| 1. 2.                                 |               |               |       |       |                  |                  |                       |                       |       |       |

## Palmarés

### Títulos nacionales
| Título                     | Club            | País   | Año     |
| -------------------------- | --------------- | ------ | ------- |
| Supercopa de España        | F. C. Barcelona | España | 2023    |
| Primera División de España | F. C. Barcelona | España | 2022-23 |
| Supercopa de España        | F. C. Barcelona | España | 2025    |
| Copa del Rey               | F. C. Barcelona | España | 2024-25 |
| Primera División de España | F. C. Barcelona | España | 2024-25 |

### Títulos internacionales
| Título                      | Club (*)      | Sede     | Año     |
| --------------------------- | ------------- | -------- | ------- |
| Liga Europa de la UEFA      | Sevilla F. C. | Alemania | 2019-20 |
| Liga de Naciones de la UEFA | Francia       | Italia   | 2020-21 |

(*) Incluyendo la selección.

### Distinciones individuales
| Distinción                                          | Año  |
| --------------------------------------------------- | ---- |
| Elegido por la UEFA en el once revelación de LaLiga | 2020 |
| Mejor asistente de la Supercopa de España           | 2025 |